# صخره سیاه (مجموعه تلویزیونی)
صخره سیاه نام یک مجموعه تلویزیونی ایرانی به کارگردانی شهرام استرآبادی است که در سال ۱۳۵۶ ساخته شد و از تلویزیون ملی ایران پخش گردید.

## خلاصه داستان
جوانی طی کشمکش‌های درونی، از بی‌اعتقادی به خدا، به اعتقاد کامل می‌رسد.

## بازیگران و عوامل تولید

### بازیگران
- جمشید هنر
- فریده بیات
- شهلا قهرمانی
- شهرام استرآبادی
- فرامرز سیاوش

### عوامل تولید
- کارگردان: شهرام استرآبادی
- نویسنده: سبکتکین سالور
- تصویربرداران: ایرج مستشیری، فرهاد خرقانی و بهرام تأییدی
- تدوین‌گر: حسن قشقایی
- فرمت تصویر: ۱۶ میلیمتری (سیاه و سفید)
- محصول: تلویزیون ملی ایران
- سال تولید: ۱۳۵۶